# Ministério do Ambiente e do Ordenamento do Território
O Ministério do Ambiente e do Ordenamento do Território (MAOT) foi um departamento do Governo de Portugal responsável pela gestão dos assuntos respeitantes ao Ambiente e Ordenamento do Território.

## Ministros
| Período     | Ministro          | Governo                      |
| ----------- | ----------------- | ---------------------------- |
| 1999 – 2002 | José Sócrates     | XIV Governo Constitucional   |
| 2002 - 2003 | Isaltino Morais   | XV Governo Constitucional    |
| 2004 – 2005 | Luís Nobre Guedes | XVI Governo Constitucional   |
| 2009 – 2011 | Dulce Pássaro     | XVIII Governo Constitucional |